# Goede Herderkerk (Sint-Katelijne-Waver)

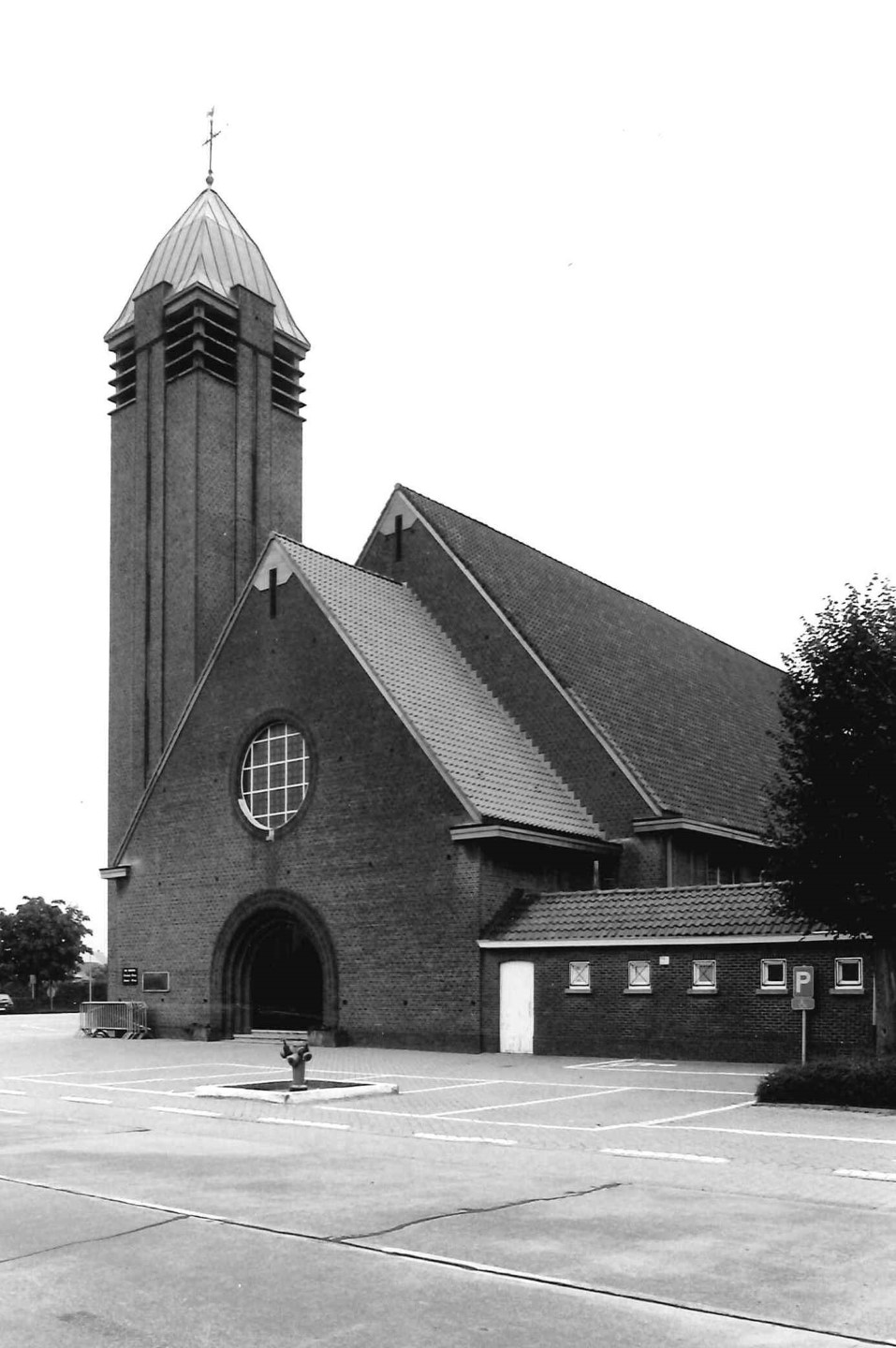
Goede Herderkerk

De Goede Herderkerk is een rooms-katholiek kerkgebouw in de tot de Antwerpse gemeente Sint-Katelijne-Waver behorende wijk Pasbrug-Nieuwendijk, gelegen aan de Mechelsesteenweg 331.
De kerk werd gebouwd in 1938-1939 naar ontwerp van J.F. Peeters.
Het betreft een bakstenen zaalkerk in art decostijl. De toren is links tegen de voorgevel aangebouwd. De brede middenbeuk wordt overkluisd door grote bakstenen spitsbogen.